# ここにいるよ (岩男潤子の曲)
「ここにいるよ」は、谷山浩子作詞、岩男潤子作曲の歌である。歌手としての岩男潤子にとって、この歌の占める比重は非常に大きい。1997年発売のアルバム『kimochi』の収録曲として発表された。その後『岩男潤子コンサートkimochi』おいても歌われ、また2003年12月24日の草月ホールでのコンサートでは最初の曲として歌われた。
元々、夜にピアノなどを弾くことが多かった岩男が、「誰かに自分の思いを伝えたい歌」というテーマで歌を考えているとき、メロディーが閃き、尊敬する谷山に話を持っていった結果、誕生した曲である。
谷山の歌唱によるものは、2003年発売のアルバム『宇宙の子供』に収録されている。

## 構成等
- 演奏所要小節数：71
- 等速：67
- 調：ヘ長調

曲としては非常に落ち着いている。歌詞も、人を慰め、癒す言葉がバランス良く配置されている。